# Wschód jest pełen słońca
Wschód jest pełen słońca – trzeci album zespołu Karcer nagrany w 1996 (listopad) w słupskim studiu. Wydany 1997 przez wytwórnię Rock’n’Roller.

## Lista utworów
1. „Robotnicy nocnej zmiany” – 3:23
2. „Młodość walcząca” – 3:02
3. „Gest idoli” – 3:50
4. „Wschód jest pełen słońca” – 3:51
5. „Nowe lepsze czasy” – 2:59
6. „Wychodzę na ulicę” – 2:50
7. „Czas kurtyzan” – 3:12
8. „2000 lat” – 2:17
9. „Mitomania” – 2:21
10. „Rozstrzelane krzesła” – 3:47
11. „Szeregowiec” – 3:11
12. „Życie za hymn” – 2:42
13. „Ostatnie słowo” – 2:57
14. „Perfekcyjni” – 4:06
15. „Chuj” – 3:11

## Twórcy
- Krzysztof Żeromski – wokal, gitara
- Adam Lao – gitara basowa
- Henryk Kubała – perkusja

Realizacja:
- Wiesław Krawczykiewicz, Karcer – nagranie